# John Birch Society
John Birch Society (în română Societatea John Birch; JBS) este un grup de sprijin anticomunist care susține ideea unui guvern cu puteri limitate.  Criticii și intelectualii au caracterizat organizația drept ultraconservatoare, radicală⁠(d) și extremistă.
Omul de afaceri și fondatorul Robert W. Welch Jr.⁠(d) (1899–1985) a dezvoltat numeroase filiale la nivel național în decembrie 1958. După o creștere a numărului de membri și a influenței sale, critici precum conservatorul William F. Buckley, Jr. și revista National Review au caracterizat organizația ca fiind un element marginal al mișcării conservatoare din cauza unei posibile radicalizări a dreaptei americane. Recent, Jeet Heer a declarat în revista The New Republic⁠(d) că deși influența organizației a atins apogeul în anii 1970, „bircherismul” și moștenirea sa a devenit tendința dominantă în interiorul mișcării conservatoare. Revista Politico⁠(d) susține că Societatea John Birch a intrat din nou în atenția publicului la mijlocul anilor 2010 în timp ce conducerea organizației susține că a influențat mișcarea conservatoare modernă și președinția lui Donald Trump⁠(d).
Stabilită inițial în Belmont, Massachusetts⁠(d), Societatea John Birch este situată astăzi în Grand Chute, Wisconsin⁠(d), o suburbie din Appleton, Wisconsin. Organizația deține editura American Opinion Publishing unde este publicată revista The New American⁠(d).

## Convingeri
Societatea John Birch susține ideea unui guvern cu puteri limitate și se opune redistribuirii avuției⁠(d), intervenționismului economic⁠(d), colectivismului, totalitarismului, anarhismului și comunismului. De asemenea,  se opune și socialismului despre care susține că se infiltrează în administrația guvernamentală a Statelor Unite. Într-o ediție din 1983 a programului Crossfire unde erau organizate dezbateri politice, membrul congresului Larry McDonald⁠(d) - un democrat conservator⁠(d) din Georgia și recent numit președinte al JBS - caracteriza organizația ca fiind mai degrabă parte a Vechii Drepte⁠(d) decât a Noii Drepte⁠(d).
Societatea se opune „unui singur guvern mondial” și susține limitarea numărului de imigranți care intră în țară. Aceasta se opune Organizației Națiunilor Unite, Acordul Nord-American de Comerț Liber (NAFTA), Acordului de Liber Schimb din America Centrală⁠(d) (CAFTA), Zona de Liber Schimb a Americii (ALCA) și altor acorduri de liber schimb⁠(d). Aceasta susține că Constituția SUA a fost devalorizată în favoarea globalizării politice și economice⁠(d) și că această tendință nu este întâmplătoare. De asemenea, consideră existența parteneriatului de securitate și prosperitate⁠(d) o dovadă a ideii de înființare a Uniunii Nord-Americane.
JBS își dorește desființarea Sistemului Federal de Rezerve al Statelor Unite ale Americii și susține că Constituția Statelor Unite oferă doar Congresului libertatea de a bate monedă, nu permite să deleagă această putere sau să transforme dolarul într-o monedă fiduciară.
JBS se opune încercărilor de a convoca o convenție prevăzută la articolul V pentru a propune amendamente la Constituția Statelor Unite⁠(d) 
JBS a fost descrisă de oponenții săi ca fiind „ultraconservatoare”,  „de extremă dreapta” și „extremist”. Southern Poverty Law Center⁠(d) descrie mișcarea drept parte a grupului de „patrioți”, o organizație care susține doctrine radicale antiguvernamentale. În anii 1990, Societatea John Birch a devenit parte a mișcării conservative mainstream, în special dacă o comparăm cu alte organizații atât din partea stângă a spectrului politic, cât și din dreapta a acestuia. De asemenea, aceasta a fost asociată și cu mișcarea libertariană⁠(d).